# Cees Koch (kajakarz)
Cornelis „Cees” Koch (ur. 30 grudnia 1925 w Zaandam, zm. 13 lutego 2024 w Alkmaar) – holenderski kajakarz, dwukrotny olimpijczyk.
Zajął 6. miejsce w konkurencji wyścigów kajaków dwójek (K-2) na dystansie 10 000 metrów na igrzyskach olimpijskich w 1948 w Londynie. Jego partnerem był Harry Stroo.
Na igrzyskach olimpijskich w 1952 w Helsinkach partnerem Kocha w konkurencji K-2 był Jan Klingers. W wyścigu na 1000 metrów zajęli 8. miejsce, a w wyścigu na 10 000 metrów – 9. miejsce.